# Villosa choctawensis
Villosa choctawensis е вид мида от семейство Unionidae. Видът е почти застрашен от изчезване.

## Разпространение
Разпространен е в САЩ (Алабама и Флорида).

## Описание
Популацията на вида е намаляваща.